# 8 de marzo
El 8 de marzo es el 67.º (sexagésimo séptimo) día del año en el calendario gregoriano y el 68.º en los años bisiestos. Quedan 298 días para finalizar el año.

## Acontecimientos
- 415: en Alejandría (Egipto), una turba furiosa lapida a la filósofa, astrónoma y escritora egipcio-romana Hipatia (65).[1]
- 1126: en España, Alfonso VII es proclamado rey de León, tras el fallecimiento de su madre la reina Urraca.
- 1545: en Paraguay, los esclavistas encomenderos envían preso a España al conquistador Álvar Núñez Cabeza de Vaca.
- 1576: Diego García de Palacio es el primer europeo en dar noticia de la existencia de las ruinas de Copán, al menos por escrito a su majestad el rey Felipe II de España, en sus Relatos de Copán.
- 1576: en la región de Flandes ―en el marco de la guerra de los Ochenta Años en que los Países Bajos se liberó de la invasión del Imperio español―, tras estar tres días insepulto por falta de fondos, es enterrado el gobernador español Luis de Requesens.
- 1610: en Madrid (España) el rey Felipe III dispone que se establezca la Inquisición católica en Cartagena de Indias (en la actual Colombia).
- 1678: en los Países Bajos, la ciudad de Gante se rinde ante 40 000 soldados franceses.
- 1780: declaración rusa relativa a la neutralidad armada, para limitar la intrusión de la marina británica en los mares europeos.
- 1799: en París (Francia), un incendio ―al parecer, intencionado― destruye el Teatro del Odeón.
- 1801: en Alejandría (Egipto), los británicos destruyen la expedición francesa dirigida por Napoleón.
- 1820: en Madrid (España), Fernando VII jura la Constitución y suprime la Inquisición.
- 1836: en Madrid (España), Juan Álvarez Mendizábal dispone su tercer decreto, por el que se eliminaban las corporaciones religiosas de clérigos regulares.
- 1839: en Madrid (España) se inaugura la Escuela Normal Central de Maestros.
- 1844: en Alicante (España) se produce un alzamiento liberal conocido como Rebelión de Boné, que González Bravo reprimirá con dureza. Morirían fusilados el líder Pantaleón Boné y el resto de militares sublevados, que serán conocidos como los Mártires de la Libertad.
- 1856: en Madrid (España) se coloca la primera piedra del Teatro de la Zarzuela.
- 1861: en las Tullerías (Francia), Pablo Sarasate da su primer concierto a los 17 años de edad, ante Napoleón III y su corte.
- 1862: vísperas de la batalla naval de los ironclads, navíos blindados de la guerra de Secesión estadounidense. El día 8, el acorazado confederado Merrimac se presentó en la rada de Hampton-Roads destruyendo cuatro buques de guerra convencionales. Al día siguiente los norteños contratacaron con el acorazado Monitor (medio submarino, más pequeño y más rápido).
- 1900: en la Exposición Universal de París se incendia el Théatre Français.
- 1900: las mujeres alemanas dirigen una serie de peticiones al Reichstag para exigir el acceso a la universidad y la posibilidad de presentarse a oposiciones.
- 1904: en Alemania, el Bundesrat decide levantar la prohibición de ejercer el ministerio a los jesuitas.
- 1907: en Austria, los landstag deciden establecer el voto general y obligatorio.
- 1909: en el Vaticano, el papa Pío X anula la prohibición de matrimonios mixtos en Hungría.
- 1910: en la II Conferencia Internacional de Mujeres Socialistas reunida en Copenhague, se reiteró la demanda de sufragio universal para todas las mujeres y, a propuesta de Clara Zetkin, se proclamó el 8 de marzo como el Día Internacional de la Mujer.
- 1910: en España, el rey Alfonso XIII autoriza que las mujeres españolas realicen estudios superiores.
- 1910: Raymonde de Laroche se convirtió en la primera mujer en recibir una licencia de piloto
- 1910: en Italia, Marinetti publica el Manifesto della letteratura futurista (‘Manifiesto de la literatura futurista’). El año anterior había publicado en Le Figaro el manifiesto fundacional del futurismo.
- 1914: en Alemania, Suecia y Rusia se conmemora por primera vez, de manera oficial, el Día Internacional de la Mujer Trabajadora.
- 1914: en Quillota se funda el Instituto Rafael Ariztía, por la Congregación de los Hermanos Maristas
- 1914: en España se realizan elecciones de diputados, pródigas en protestas, motines, muertos y heridos. El Tribunal Supremo anula 25 actas.
- 1917: en Rusia, da inicio la Revolución de Febrero con una manifestación con motivo del Día Internacional de la Mujer Trabajadora, y se considera un antecedente de la Revolución Rusa (en octubre de este año).
- 1918: el gran cuartel general de las fuerzas alemanas se traslada a Spa (Bélgica).
- 1921: a la salida del Congreso de los Diputados (en Madrid) es asesinado el presidente del Gobierno, Eduardo Dato.
- 1921: en la ciudad de Itá (Paraguay) se crea el club Olimpia.
- 1922: en España cae el Gobierno Maura-Cambó, que es sustituido por el de José Sánchez Guerra.
- 1922: en China se celebra por primera vez el Día Internacional de la Mujer Trabajadora.
- 1923: en la Universidad Central de Madrid, el físico Albert Einstein es investido doctor honoris causa.
- 1923: en la Unión Soviética, Lenin se ve obligado a abandonar definitivamente el poder a causa de su enfermedad.
- 1927: en Hungría, la «nueva moral» decreta confiscar las fotografías de muchachas que muestren las rodillas.
- 1928: el Consejo de la Sociedad de Naciones hace un llamamiento a España y Brasil para que no se retiren de la institución.
- 1928: en Italia, Benito Mussolini envía una carta al Parlamento, en la que niega la soberanía de la Cámara.
- 1933: en Austria, el canciller Engelbert Dollfuss se erige en dictador para evitar la absorción de su país por parte de la Alemania nazi.
- 1933: en el Teatro Beatriz de Madrid, Federico García Lorca estrena su drama Bodas de sangre.
- 1936: en España se celebra por primera vez el Día Internacional de la Mujer Trabajadora.
- 1937: en España, comienza la Batalla de Guadalajara.
- 1937: En el Reino Unido se le concede el título de duque de Windsor al exrey Eduardo VIII.
- 1940: en la República Dominicana asume la presidencia Manuel Jesús Troncoso de la Concha.
- 1941: en el norte de los Países Bajos, el Gobierno proclama la ley marcial, a causa de los continuos desórdenes.
- 1942: los japoneses entran en Rangún (capital de Birmania), como parte de la campaña de Birmania.
- 1942: finaliza la Campaña de las Indias Orientales Neerlandesas al capitular las fuerzas armadas neerlandesas de Java.
- 1943: desde Roma, Juan de Borbón y Battenberg, heredero del trono español, escribe una carta al general Franco en la que expresa su deseo de un rápido retorno a la monarquía, simbolizada en su persona.
- 1945: en Yugoslavia, el mariscal Josip Broz Tito forma gobierno.
- 1948: en Estados Unidos, el Tribunal Supremo declara anticonstitucional la enseñanza de la religión en las escuelas estatales.
- 1950: en Alemania, el canciller Konrad Adenauer propone una unión francoalemana.
- 1954: en España, el teniente general Francisco Franco Salgado-Araujo es nombrado nuevo jefe de la casa militar de Francisco Franco.
- 1957: Egipto reabre el Canal de Suez.
- 1957: en Roma se inaugura la Primera Semana de Cine Español con la película Tarde de toros.
- 1959: en México se publican los poemas Libertad bajo palabra, de Octavio Paz.
- 1960: en España se aprueba el proyecto del túnel del Guadarrama.
- 1962: en el Teatro Goya de Madrid se estrena La camisa, de Lauro Olmo.
- 1962: en Palestina, la región de Gaza obtiene una relativa autonomía de Egipto.
- 1963: en Siria, un golpe militar lleva al poder a un Consejo Nacional formado por generales.
- 1963: en Montjuïc (Barcelona), mueren nueve personas por un desprendimiento de tierra que aplastó las barracas donde vivían.
- 1965: en el marco de la guerra de Vietnam, llegan a Vietnam las primeras tropas estadounidenses.
- 1966: en la playa de Palomares de la provincia de Almería (España), el ministro de Información y Turismo, Manuel Fraga, se baña en compañía del embajador estadounidense, para desmentir el temor popular a la radiactividad de una bomba H estadounidense perdida en el mar tras un accidente aéreo.[2][3][4]
- 1968: en España, el INI (Instituto Nacional de Industria) pasa a depender del Ministerio de Industria.
- 1969: en el Canal de Suez israelíes y egipcios realizan duelos aéreos y disparos de artillería.
- 1970: en Chipre se realiza un atentado frustrado contra el presidente, el arzobispo Makarios.
- 1971: en Nueva York, Muhammad Ali es derrotado por el campeón del mundo de boxeo de los pesos pesados, Joe Frazier.
- 1974: en París inaugura el aeropuerto Charles de Gaulle.
- 1976: regresa a España el antiguo secretario de la FAI, Diego Abad de Santillán.
- 1977: la ONU proclamó el 8 de marzo como Día Internacional por los Derechos de la Mujer y la Paz Internacional.
- 1978: las tropas somalíes abandonan el desierto del Ogadén.
- 1979: China retira sus tropas de Vietnam.
- 1981: en Buenos Aires (Argentina), la Justicia decreta la quiebra de 35 empresas del grupo Sasetru y dicta capturas para varios empresarios.
- 1984: en Mauritania, Mohamed Khouna Ould Haidalla destituye a Maaouya Ould Sid'Ahmed Taya.
- 1984: en España es investido nuevo presidente de la Junta de Andalucía José Rodríguez de la Borbolla.
- 1986: en Santiago de Chile se realiza una multitudinaria manifestación de mujeres contra el dictador Augusto Pinochet, con 101 detenidas y muchísimas heridas.
- 1986: en Irak, el grupo Yijad Islámica exige la liberación de dos presos, a cambio de los cuatro periodistas franceses secuestrados.
- 1987: en Mondragón (Guipúzcoa) es enterrado Domingo Iturbe Abasolo, Txomin, máximo dirigente de ETA.
- 1990: en Colombia, el Movimiento 19 de Abril entrega las armas en su campamento de Santo Domingo. Termina así uno de los pocos procesos de paz exitosos en ese país.
- 1990: en la República Federal Alemana, el Bundestag (asamblea legislativa) acepta las fronteras existentes con Polonia.
- 1993: en Francia, Tacones lejanos, de Pedro Almodóvar gana el premio César a la mejor película extranjera.
- 1998: con motivo del Día Internacional de la Mujer Trabajadora, coincidente este año con el cincuentenario de la Declaración Universal de los Derechos Humanos, las mujeres de casi todos los países salen a la calle en multitudinarias manifestaciones.
- 1998: en Colombia, se celebran elecciones tras una ofensiva guerrillera que causó al menos 200 muertos en la semana previa a los comicios. La victoria es para Ernesto Samper, que obtiene una cómoda mayoría en el Senado.
- 1999: en Ecuador, en plena crisis económica, el Gobierno decide cerrar todos los bancos, además la Junta Bancaria declara el Feriado Bancario.
- 2000: comienza su andadura el diario en red Libertad Digital.
- 2001: en Santiago de Chile, la Sala Primera de la Corte de Apelaciones confirma el procesamiento contra el exdictador Augusto Pinochet.
- 2001: en Cabo Cañaveral (Florida), el transbordador espacial Discovery parte rumbo a la Estación Espacial Internacional (EEI) con tres tripulantes a bordo para sustituir a la Expedición Uno.
- 2003: en la República Checa, 17 personas mueren en un accidente de autocar.
- 2003: Interpol cursa una orden internacional de detención contra el expresidente peruano Alberto Fujimori.
- 2004: en Irak, el nuevo Consejo firma una nueva constitución.
- 2004: en una prisión estadounidense (en Irak) muere por causas naturales Abú Abbas, líder del Frente de Liberación Palestina (FLP).
- 2005: en Fuenlabrada (Madrid), un joven marroquí es acusado de colaborar con los terroristas del 11-M.
- 2005: Cinco guardias civiles fallecen atropellados, cuando desmontaban un control antiterrorista en la autovía de Burgos, por un camión de gran tonelaje, cuyo conductor se durmió.
- 2005: en España, Ricardo Blázquez Pérez, obispo de Bilbao, sustituye al cardenal Rouco Varela al frente de la Conferencia Episcopal Española.
- 2005: un grupo de arqueólogos descarta que el faraón Tutankamón fuera asesinado, tras estudiar la momia con modernos escáneres.
- 2005: en Madrid, el príncipe de Asturias inaugura la Cumbre Internacional sobre Democracia, Terrorismo y Seguridad.
- 2006: Wikipedia en español alcanza la cifra de 100 000 artículos.
- 2006: en Israel, la victoria de Hamás en las legislativas palestinas y la hospitalización de Ariel Sharon marcan el comienzo de la campaña electoral en ese país.
- 2006: la OIEA deja en manos del Consejo de Seguridad de la ONU la gestión de la crisis nuclear con Irán.
- 2006: en España, el Senado aprueba sin enmiendas la reforma del Estatuto valenciano, pactada por el PP y el PSOE.
- 2006: en Valencia, un juzgado descubre cuatro millones de euros en cuentas bancarias de sociedades supuestamente relacionadas con la ex primera ministra pakistaní, Benazir Bhutto.
- 2006: en Santoña (España), la banda terrorista ETA coloca una bomba en la sede de Falange Española sin causar daños de consideración.
- 2011: se celebra el centenario del Día Internacional de la Mujer.
- 2012: en Buenos Aires, 110.000 hinchas de San Lorenzo de Almagro de todo el país, se reúnen en la Plaza de Mayo para reclamar la vuelta a Boedo (cfr.)
- 2013: Bon Jovi publica su decimosegundo álbum de estudio y el último con su guitarrista histórico Richie Sambora, What About Now.
- 2014: en el océano Índico desaparece sin dejar rastro alguno el vuelo 370 de Malaysia Airlines, un Boeing 777-200, que llevaba 227 pasajeros y 12 tripulantes. Hasta el día de hoy, no se han encontrado restos, ni cuerpos ni la caja negra  de la aeronave ya mencionada.
- 2017: en la Champions League, el Barcelona elimina al Paris Saint Germain en la vuelta de los octavos de final jugada en el Camp Nou, tras ganarle por 6-1, habiendo el equipo francés ganado por 4-0 en la ida jugada en París, para un global de 6-5 a favor de los catalanes, siendo esta la primera y única vez en la historia de la competición europea que un equipo logra remontar una eliminatoria en la cual el rival tenía 4 goles de ventaja para la vuelta.
- 2017: En el municipio de San José Pinula, en el departamento de Guatemala de la República de Guatemala ocurre la Tragedia del Hogar Seguro Virgen de la Asunción fue una catástrofe incendiaria ocurrida en este albergue de menores. 19 niñas se asfixiaron en el lugar y 22 más murieron por las quemaduras.
- 2018: en España tiene lugar la primera huelga general feminista con motivo del Día Internacional de la Mujer, altamente secundada (5,3 millones de trabajadoras) y dando resultado a multitudinarias manifestaciones a lo largo de toda España.
- 2021: el Banco Central de Venezuela comienza la circulación de tres nuevas denominaciones monetarias: B$200 mil, B$500 mil y B$1 millón. Esta última, con una equilavencia (a la fecha de su emisión) de 52 centavos de dólar.[5]

## Nacimientos
- 1286: Juan III, aristócrata bretón (f. 1341).
- 1293: Beatriz de Castilla, reina consorte de Portugal y Algarve (f. 1359).
- 1495: Juan de Dios, religioso español canonizado por la Iglesia católica (f. 1550).
- 1566: Carlo Gesualdo, compositor italiano (f. 1613).
- 1712: John Fothergill, médico británico (f. 1780).
- 1714: Carl Philipp Emanuel Bach, músico y compositor alemán (f. 1788).
- 1736: Luc Siméon Auguste Dagobert, militar y aristócrata francés (f. 1794).
- 1745: José de Mazarredo, marino español (f. 1812).
- 1748: Guillermo V de Orange-Nassau, aristócrata neerlandés (f. 1806).
- 1761: Jan Potocki, científico, historiador y novelista polaco (f. 1815).
- 1789: Miguel Barragán, militar y político mexicano (f. 1836).
- 1803: Juan Manuel de Manzanedo, comerciante y banquero español (f. 1882).
- 1806: Antonio María Esquivel, pintor español (f. 1857).
- 1807: Juan Bautista Thorne, marino y militar argentino-estadounidense (f. 1885).
- 1815: Juan María Acebal y Gutiérrez, escritor asturiano (f. 1895).
- 1822: Ignacy Łukasiewicz, inventor polaco (f. 1882).
- 1827: Wilhelm Bleek, lingüista alemán (f. 1875).
- 1838: Francisco Romero Robledo, político español  (f. 1906).
- 1839: Josephine Cochrane, inventora estadounidense (f. 1913).
- 1841: Valentín Almirall, político y periodista español (f. 1904).
- 1847: Cesáreo Guillermo y Bastardo, presidente dominicano (f. 1885).
- 1859: Kenneth Grahame, escritor británico (f. 1932).
- 1867: Gregorio de Laferrère, político y dramaturgo argentino (f. 1913).
- 1872: Anna Held, actriz polaca (f. 1918).
- 1875: Franco Alfano, compositor y pianista italiano (f. 1954).
- 1877: Luis Caballero, militar y político mexicano (f. 1932).
- 1879: Otto Hahn, químico alemán (f. 1968).
- 1879: Ernesto Laroche, pintor uruguayo (f. 1940).
- 1883: Nemesio García Naranjo, abogado, político, periodista, escritor y catedrático mexicano (f. 1962).
- 1885: Juan de Dios Filiberto, músico argentino (f. 1964).
- 1886: Edward Calvin Kendall, químico estadounidense, premio nobel de medicina en 1950 (f. 1972).
- 1891: Sam Jaffe, actor estadounidense (f. 1984).
- 1892: Mississippi John Hurt, guitarrista y cantante de blues estadounidense (f. 1966).
- 1892: Juana de Ibarbourou, poetisa uruguaya (f. 1979).
- 1897: Josep Pla, escritor y periodista catalán (f. 1981).
- 1905: Aleksandr Rodímtsev, militar soviético (f. 1977)
- 1907: Plácido Domingo Ferrer, barítono español (f. 1987).
- 1907: Constantinos Karamanlís, político griego (f. 1998).
- 1909: Beatrice Shilling, ingeniera aeronáutica y piloto de motos británica (f. 1990).
- 1910: Claire Trevor, actriz estadounidense (f. 2000).
- 1910: Gabriel París, militar y presidente colombiano (f. 2008).
- 1911: Alan Hovhaness, compositor estadounidense (f. 2000).
- 1911: María Bonita (Maria Gomes de Oliveira), forajida brasileña (f. 1938).
- 1915: Tapio Rautavaara, atleta, cantante y actor finlandés (f. 1979).
- 1916: Jeanette Campbell, nadadora argentina (f. 2003).
- 1917: Ernst von Glasersfeld, filósofo alemán (f. 2010).
- 1921: Sergio Onofre Jarpa, diplomático y político chileno (f. 2020).
- 1921: Cyd Charisse, bailarina y actriz estadounidense (f. 2008).
- 1921: Alan Hale Jr., actor estadounidense (f. 1990).
- 1922: Ralph H. Baer, ingeniero, pionero de los videojuegos e ingeniero germano-estadounidense (f. 2014).
- 1923: José María Forqué, director y productor español de cine (f. 1995).
- 1924: Anthony Caro, escultor británico (f. 2013).
- 1925: Marta Lynch, escritora argentina (f. 1985).
- 1926: Josefina Aldecoa, escritora y pedagoga española (f. 2011).
- 1926: Thelma del Río, actriz y vedette argentina (f. 1998).
- 1926: Francisco Rabal, actor español (f. 2001).
- 1927: Hugo Avendaño, barítono y actor mexicano (f. 1998).
- 1927: Stanisław Kania, político polaco (f. 2020).
- 1931: Neil Postman, crítico cultural estadounidense (f. 2003).
- 1932: Silvia Derbez, actriz mexicana (f. 2002).
- 1932: Samiha Ayoub, actriz egipcia (f. 2025).
- 1933: Fernando González Bernáldez, ecólogo español (f. 1992).
- 1933: Luca Ronconi actor, director de teatro y de ópera italiano de origen tunecino (f. 2015).
- 1934: Martí Vergés, futbolista español (f. 2021).
- 1935: José Segú, ciclista español (f. 2010).
- 1936: Gábor Szabó, guitarrista húngaro (f. 1982).
- 1937: Juvénal Habyarimana, presidente ruandés entre 1973 y 1994 (f. 1994).
- 1939: Robert Tear, tenor británico (f. 2011).
- 1940: Manuel Núñez Encabo, jurista y político español.
- 1940: Johnny Ventura, cantante y político dominicano (f. 2021).
- 1940: Richard Williamson, presbítero británico (f. 2025).
- 1941: Palito Ortega, cantante y político argentino.
- 1942: Ann Packer, atleta británica.
- 1943: Lynn Redgrave, actriz estadounidense de origen británico (f. 2010).
- 1943: Valerio Massimo Manfredi, escritor italiano
- 1944: Gilbert Chauny de Porturas-Hoyle, diplomático, arquitecto y genealogista peruano (f. 2021).
- 1944: Pepe Romero, guitarrista español.
- 1944: Alberto Trifol, actor de doblaje español.
- 1945: Micky Dolenz, actor y músico estadounidense, de la banda The Monkees.
- 1945: Anselm Kiefer, pintor alemán.
- 1946: José Manuel Lara Bosch, empresario español (f. 2015).
- 1946: Randy Meisner, músico estadounidense (f. 2023).
- 1947: Florentino Pérez, empresario y dirigente futbolístico español.
- 1947: Carole Bayer Sager, cantautora estadounidense.
- 1947: Michael S. Hart, escritor, empresario y filántropo estadounidense (f. 2011).
- 1949: Teófilo Cubillas, futbolista peruano.
- 1951: John McTiernan, cineasta estadounidense.
- 1953: Armando José Sequera, escritor venezolano.
- 1954: Bob Brozman, guitarrista estadounidense (f. 2013).
- 1955: Mónica Gutiérrez, periodista argentina.
- 1955: Carmen Santos, escritora española.
- 1955: Carlos Vera, periodista y activista político ecuatoriano.
- 1956: Laurie Cunningham, futbolista británico (f. 1989).
- 1957: Clive Burr, baterista británico, de la banda Iron Maiden (f. 2013).
- 1957: Cynthia Rothrock, actriz y artista marcial estadounidense.
- 1957: Helga Schauerte-Maubouet organista alemana.
- 1957: Dick Schoof, político neerlandés, primer ministro de los Países Bajos desde 2024.
- 1958: Gary Numan, músico británico.
- 1959: Aidan Quinn, actor estadounidense.
- 1961: Camryn Manheim, actriz estadounidense.
- 1961: Roberto Blandón, actor mexicano.
- 1964: Silvia Marsó, actriz española.
- 1965: Hamed Bakayoko, político marfileño, Primer ministro de Costa de Marfil desde 2020 hasta 2021 (f. 2021).
- 1965: Caio Júnior, exfutbolista y entrenador brasileño del Chapecoense (f. 2016).
- 1967: Udo Quellmalz, yudoca alemán.
- 1968: Michael Bartels, piloto de automovilismo alemán.
- 1970: Nazario Moreno González, narcotraficante mexicano (f. 2014).
- 1971: Gabriela Frías, periodista y economista mexicana.
- 1971: Wilmer López, futbolista costarricense.
- 1973: Anneke van Giersbergen, cantante neerlandesa, exvocalista de la banda The Gathering.
- 1974: Carlos Baute, cantante venezolano.
- 1975: Jenny Cavallo, actriz chilena.
- 1975: Ana Karina Casanova, modelo y actriz de televisión venezolana.
- 1976: Gaz Coombes, músico británico, de la banda Supergrass.
- 1976: Freddie Prinze, Jr., actor estadounidense.
- 1977: James Van Der Beek, actor estadounidense.
- 1977: Johann Vogel, futbolista suizo.
- 1977: Nuria C. Botey, escritora de fantasía, ciencia ficción y terror española.
- 1977: Petar Angelov, balonmanista macedonio.
- 1977: René Pinochet, actor chileno.
- 1978: Anaílson Brito Noleto, futbolista brasileño.
- 1979: Tom Chaplin, cantante británico, de la banda Keane.
- 1979: Carolina Varleta, actriz chilena.
- 1979: Elexis Monroe, actriz pornográfica y modelo erótica estadounidense.
- 1980: Deili Custodio da Silva, futbolista brasileño.
- 1980: Stephen Milne, futbolista australiano.
- 1981: Joost Posthuma, ciclista neerlandés.
- 1981: Michael Beauchamp, futbolista australiano.
- 1981: Pablo Aurrecochea, futbolista uruguayo.
- 1982: David Lorenzo Magariño, escritor español (f. 2007).
- 1982: Kat Von D, tatuadora mexicana.
- 1983: André Santos, futbolista brasileño.
- 1984: Sasha Vujačić, baloncestista esloveno.
- 1985: Ewa Sonnet, cantante y modelo polaca.
- 1987: Milana Vayntrub,  actriz y cómica estadounidense de origen uzbeko.
- 1987: Daniel Quintana Sosa, futbolista español.
- 1988: Diego Biseswar, futbolista neerlandés.
- 1989: Ander Iturraspe, futbolista español.
- 1989: Radosav Petrović, futbolista serbio.
- 1990: Petra Kvitová, tenista checa.
- 1990: Asier Illarramendi, futbolista español.
- 1990: Pietro Terracciano, futbolista italiano.
- 1990: Gaia Palma, remera italiana.
- 1991: Devon Werkheiser, actor estadounidense.
- 1991: Axel Sjöberg, futbolista sueco.
- 1991: Róbert Mak, futbolista eslovaco.
- 1991: Mika, futbolista portugués.
- 1992: Charlie Ray, actriz estadounidense.
- 1992: Cedric Mabwati, futbolista congoleño.
- 1992: František Plach, futbolista eslovaco.
- 1993: José Antonio Caro Martínez, futbolista español.
- 1994: Chris Philipps, futbolista luxemburgués.
- 1994: Duncan Watmore, futbolista inglés.
- 1994: Pablo Dyego, futbolista brasileño.
- 1994: Dylan Tombides, futbolista australiano (f. 2014).
- 1995: Keita Baldé, futbolista hispano-senegalés.
- 1996: Carlos Moreno Córdoba, futbolista colombiano.
- 1996: Lorna Fitzgerald, actriz británica.
- 1996: Jean-Philippe Dally, baloncestista francés.
- 1996: Aliaksandr Padshyvalau, balonmanista bielorruso.
- 1996: Mattia Zuin, nadador italiano.
- 1996: Juan Sergio Adrián Rodríguez, futbolista boliviano.
- 1996: Mihkel Ainsalu, futbolista estonio.
- 1997: Kevin Nisbet, futbolista británico.
- 1997: Amir Hadžiahmetović, futbolista bosnio.
- 1998: Dylan Andrade, futbolista hondureño.
- 1998: Jenny Stene, tiradora noruega.
- 1998: Samuel Baptista, futbolista panameño.
- 1998: Lucas Ríos, futbolista argentino.
- 1998: Milton Leyendeker, futbolista argentino.
- 1998: Diego Fernández Castro, futbolista chileno.
- 1998: Camila Figueroa, yudoca peruana.
- 1998: Sam Smith, futbolista inglés.
- 1999: Ibrahima Diallo, futbolista francés.
- 1999: Josep Puerto, baloncestista español.
- 1999: Luis Ureta, futbolista chileno.
- 1999: David Ledesma, futbolista argentino.
- 1999: Nazareno Bazán, futbolista argentino.
- 1999: Stacey-Ann Williams, atleta jamaicana.
- 2000: Jonas David, futbolista alemán.
- 2000: Alan Souza, futbolista brasileño.
- 2000: Rekeem Harper, futbolista británico.
- 2000: Keyvan Andres, piloto de automovilismo germano-iraní.
- 2002: Tatsuru Saito, yudoca japonés.
- 2003: Montana Jordan, actor estadounidense.
- 2004: Kit Connor, actor británico.
- 2006: Warren Zaïre-Emery, futbolista francés.

## Fallecimientos
- 415: Hipatia de Alejandría, filósofa, astrónoma y escritora egipcio-romana (n. 355).
- 819: Li Shidao, señor de la guerra chino.
- 1126: Urraca I de León, reina de león (n. 1081).
- 1223: Wincenty Kadłubek, obispo e historiador polaco (n. 1161).
- 1365: Noguk, reina coreana.
- 1441: Margarita de Borgoña Dampierre, aristócrata francesa, hija de Felipe II de Borgoña.
- 1550: Juan de Dios, religioso español fundador de la Orden Hospitalaria de San Juan de Dios (n. 1495).
- 1641: Xu Xiake, geógrafo y explorador chino (n. 1587).
- 1702: Guillermo III de Orange, rey británico (n. 1650).
- 1723: Christopher Wren, arquitecto inglés (n. 1632).
- 1771: Louis August le Clerc, escultor y académico franco-danés (n. 1688).
- 1824: Jean Jacques Régis de Cambacérès, abogado y político francés (n. 1753).
- 1844: Jean Baptiste Bernadotte, mariscal francés, rey de Suecia y Noruega.
- 1869: Hector Berlioz, compositor francés (n. 1803).
- 1874: Millard Fillmore, político estadounidense, 13.º presidente (n. 1800).
- 1889: John Ericsson, ingeniero e inventor sueco.
- 1898: Frascuelo (Salvador Sánchez Povedano), torero español (n. 1842).
- 1917: Ferdinand von Zeppelin, inventor alemán (n. 1838).
- 1920: Rafael Obligado, poeta y escritor argentino (n. 1851).
- 1921: Eduardo Dato Iradier, político español (n. 1856).
- 1923: Johannes Diderik van der Waals, físico neerlandés, premio nobel de física en 1910 (n. 1837).
- 1924: Mathilde von Rothschild, compositora, mecenas y baronesa alemana (n. 1832).
- 1927: Manuel Gondra, político paraguayo (n. 1871).
- 1930: William Howard Taft, político estadounidense, 27.º presidente (n. 1857).
- 1935: Hachikō, perro japonés que fue la inspiración de la película Siempre a tu lado, Hachiko (n. 1923).
- 1938: Manuel García Prieto, político español.
- 1941: Sherwood Anderson, narrador y escritor estadounidense (n. 1876).
- 1941: José Serrano, compositor español.
- 1942: José Raúl Capablanca, ajedrecista cubano (n. 1888).
- 1945: Frederick Bligh Bond, arqueólogo y arquitecto inglés (n. 1864).
- 1951: Raymond Fernández (n. 1914) y Martha Beck (n. 1920), criminales estadounidenses.
- 1957: Othmar Schoeck, director de orquesta y compositor suizo.
- 1961: Thomas Beecham, director de orquesta y músico británico (n. 1879).
- 1962: Adrián Recinos, historiador guatemalteco (n. 1886).
- 1971: Harold Lloyd, actor cómico estadounidense (n. 1893).
- 1973: Benjamín de Arriba y Castro, cardenal español (n. 1886).
- 1975: George Stevens, cineasta estadounidense (n. 1904).
- 1980: Francisco Gaona, educador, activista social, sindicalista e historiador paraguayo (n. 1901).
- 1980: Max Miedinger, tipógrafo suizo (n. 1910).
- 1982: Walter Plunkett, diseñador estadounidense de vestuario de cine (n. 1912).
- 1983: Chabuca Granda, compositora y cantante peruana (n. 1920).
- 1983: William Walton, compositor británico (n. 1902).
- 1987: Manuel Viola, pintor español (n. 1916).
- 1989: Yelizaveta Býkova, ajedrecista soviética (n. 1913).
- 1993: Billy Eckstine, cantante estadounidense de jazz (n. 1914).
- 1995: Ingo Schwichtenberg, baterista alemán, de la banda Helloween (n. 1965).
- 1997: Niel Steenbergen, artista neerlandés (n. 1911).
- 1997: Carlos Palenque, cantante, presentador de televisión y político boliviano (n. 1944).
- 1999: Adolfo Bioy Casares, escritor argentino (n. 1914).
- 1999: Joe DiMaggio, beisbolista estadounidense (n. 1914).
- 2001: Ninette de Valois, bailarina británica (n. 1898).
- 2003: Karen Morley, actriz estadounidense (n. 1909).
- 2003: Juan José Vega, historiador, catedrático universitario y periodista peruano (n. 1932).
- 2005: César Lattes, físico brasileño (n. 1924).
- 2006: Jorge Eielson, poeta peruano de la Generación del Cincuenta (n. 1924).
- 2009: Hank Locklin, cantautor estadounidense (n. 1918)
- 2010: Salvador Cardenal, cantautor nicaragüense (n. 1960).
- 2011: Mike Starr, bajista estadounidense, de la banda Alice in Chains (n. 1966).
- 2012: Luz Méndez de la Vega, escritora, periodista, actriz y poetisa guatemalteca (n. 1919).
- 2013: Peter Banks, guitarrista británico, de la banda Yes (n. 1947).
- 2015: Sam Simon, guionista, y productor de televisión estadounidense (n. 1955).
- 2015: Gerardo Sofovich, conductor, guionista y productor argentino (n. 1937).
- 2016: George Martin, productor, músico y compositor británico (n. 1926).
- 2018: Kate Wilhelm, escritora estadounidense (n. 1928).
- 2020: Max von Sydow, actor sueco-francés (n. 1929).
- 2021: Cepillín, payaso, presentador de televisión y cantante mexicano (n. 1946).
- 2021: Francisco Erize, naturalista y conservacionista argentino (n. 1943).
- 2022: Tomás Boy, futbolista retirado y entrenador mexicano (n. 1951).
- 2023: Chaim Topol, actor israelí (n. 1935).
- 2024: Diana Conti, política argentina (n. 1956).[6]

## Celebraciones
- Día Internacional de la Mujer.[7]
En conmemoración de la fecha de 1908 en la que 129 costureras y empleadas murieron en un incendio en la fábrica textil Cotton, en la ciudad estadounidense de Nueva York, cuando hacían una huelga con permanencia en su lugar de trabajo para reclamar por sus derechos.

- Día Internacional de Elaboración Cervecera de la Mujer.

Por países
(Por orden alfabético)
- Argentina:
  -  Buenos Aires: 
    - Día del Trabajador Público de la Salud de la Provincia de Buenos Aires.[8]

- España:
  - Día Nacional del Bombero.[9]
San Juan de Dios no solo es el Fundador de la Orden Hospitalaria, sino que también es el Patrón de la Enfermería y del Cuerpo de Bomberos por la atención que ofreció a los pacientes y el rescate que llevó a cabo en el Hospital Real de Granada cuando éste sufrió un incendio. Por ello, cada 8 de marzo se conmemora el Día Nacional del Bombero en España. De hecho, es habitual que durante esta fecha o en los días previos se celebren diferentes actos para homenajear a estos profesionales que tanta ayuda brindan a la sociedad.

- Estados Unidos:
  -  Día Nacional de Oregón.[10]También conocido como el Estado de los Castores. Oregón, que forma parte de la región noroeste del Pacífico de los Estados Unidos, ha sido el hogar de muchos pueblos indígenas durante miles de años. Fue el Estado número 33 de los EE. UU. y es uno de los de mayor diversidad geográfica del país. Tiene volcanes, cuerpos de agua, bosques densos, matorrales y desiertos. La capital de Oregón es Salem, pero su ciudad más grande es Portland.
(en inglés: National Oregon Day).

- Guatemala:
  - Día de la Ceiba.[11]Fue reconocida como Árbol Nacional mediante el Acuerdo Gubernativo del 8 de marzo de 1955, durante el gobierno del coronel Carlos Castillo Armas. Su nombre científico es Ceiba Pentandra y es un árbol nativo de América que llega a medir más de 50 metros de altura y su tronco rebasa los 3 metros de diámetro. Para los mayas la Ceiba representaba el árbol que sostiene el universo; por lo frondoso es considerado símbolo de sabiduría y protección. En idioma k’iche’ y kaqchikel se le llama: “inup”.

### Santoral católico

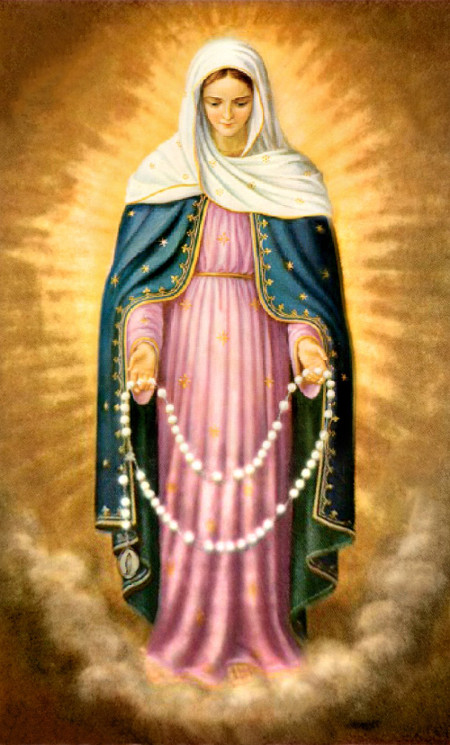
Nuestra Señora de las Lágrimas.

- Nuestra Señora de las Lágrimas. (imagen ilustrativa).
Advocación de la Virgen María debido a apariciones reportadas el Instituto de las Misioneras de Jesús Crucificado, en Campinas, São Paulo, Brasil.
- San Juan de Dios, religioso (f. 1550).[12]
- San Poncio de Cartago, diácono (s. III).[12]
- Santos Apolonio y Filemón de Antínoo, mártires (f. 287).[13]
- San Provino de Como, obispo (f. c. 420).[12]
- San Senano de Cathaig, abad (s. VI).[12]
- San Félix de Domnoc, obispo (f. c. 646).[12]
- San Teofilacto de Nicomedia, obispo (f. c. 840).[12]
- San Humfrido de Thérouanne, obispo (f. 871).[12]
- San Litifredo de Pavía, obispo (f. 874).[12]
- San Dutaco de Ross, obispo (f. c. 1065).[12]
- San Veremundo de Irache, abad (f. c. 1095).[12]
- San Esteban de Obazina, abad (f. 1159).[12]
- Beato Vicente Kadlubek, obispo (f. 1223).[12]
- Santo Faustino Míguez, (f. 1925).[12]